# Andrea Faccini
Andrea Faccini (Lugagnano Val d'Arda, 23 de agosto de 1966) é um desportista italiano que competiu no ciclismo na modalidade de pista, especialista na prova de tandem.
Ganhou três medalhas no Campeonato Mundial de Ciclismo em Pista entre os anos 1986 e 1989.

## Medalheiro internacional
| Campeonato Mundial | Campeonato Mundial                 | Campeonato Mundial | Campeonato Mundial |
| Ano                | Lugar                              | Medalha            | Competição         |
| ------------------ | ---------------------------------- | ------------------ | ------------------ |
| 1986               | Colorado Springs ( Estados Unidos) | Medalha de bronze  | Tandem (A)         |
| 1987               | Viena ( Áustria)                   | Medalha de prata   | Tandem (A)         |
| 1989               | Lyon ( França)                     | Medalha de bronze  | Tandem (A)         |